# Wowpedia
Wowpedia este un wiki despre universul ficțional Warcraft. Include toate informațiile despre toate jocurile, include MMORPG-ul World of Warcraft. Este un wikia specializat construit după universul Warcraft și un spațiu colaborativ pentru jucători pentru a dezvolta și a publica strategii pentru jocurile Warcraft. A fost anunțat oficial pe 25 Octombrie, 2010.

## Istorie
Wowpedia a inceput ca WoWWiki pe Fandom pe 24 Noiembrie 2004 ca sursă de informații despre universul World of Warcraft, incluzând jocuri RTS, nuvele, cărții de referința RPG, manga, și alte surse scrise, cu câteva expansiuni, The Burning Crusade, Wrath of the Lich King, Cataclysm, Warlords of Draenor, Legion, și Battle for Azeroth.
În 2007, comunitatea WoWWiki s-au alăturat pe Wikia, și în process a transferat toate drepturile către "WoWWiki" ca nume de domeniu către Wikia. În 2010, Wikia a introdus un skin cum mărime reparata care cauza probleme cu structura articolelor și a stricat multe caracteristici bazate pe JavaScript cum ar fii tooltips, și genera rapoarte despre obosirea ochilor și dureri de cap. Ca rezultat, conținutul și istoricul articolelor au fost mutate către Wowpedia.org, condus de Curse, pe 20 Octombrie 2010, cu administratori WoWWikia, și câțiva contributori activi, mutați pe Wowpedia.
Pe 4 Decembrie, 2010, Blizzard Entertainment a început sa adauge link-uri incorporate spre Wowpedia, dar și site-ului Wowhead, intr-o versiune noua a site-ului comunități World of Warcraft.
Puterea și utilitatea Wowpediei ca un wiki este stabilit ca criteriu al "culturi participante", ca "[...] în care contributori cu experiența și multe tipuri de administratori care joacă un rol puternic în procesul de editare, care întreabă întrebări despre modificările făcute și oferă dedicație și sugestii." Succesul Wowpediei a fost descrisă ca rezultatele editorilor ca o "productivitate binecuvântată, muncă grea și dedicația de a se juca". Formatul Wowpediei și coperțile jocurilor Warcraft și povestea conținută a fost utilizată ca ilustrație pentru "dedicația comunității și cum fanii se ajuta unii pe alții când documentele oficiale provenite de la Blizzard nu oferă orientare despre caracteristicile jocului și care este cea mai bună cale pentru a acționa cu jocul''.
În Decembrie 2014, URL Wowpediei a fost schimbat în domeniul Gamepedia, dar identitatea Wowpediei pe ecran ca logo-urile au fost reținute.
Pe Decembrie 2018, Fandom preia controlul Wowpediei pentru că este o achiziție a lui Curse.